# Mark Naimark
Mark Aronovich Naimark (em russo:  Марк Ароно́вич Наймарк; Odessa, 5 de dezembro de 1909 — 30 de dezembro de 1978) foi um matemático soviético natural da Ucrânia.
Natural de Odessa, Império Russo (atualmente Ucrânia), de uma família judaica, morreu em Moscou, União Soviética. Obteve o doutorado em 1943 no Instituto de Matemática Steklov.
É conhecido dentre outros por seu trabalho em teoria de representação de grupos de Lie clássicos complexos.

## Obras
- Unitary representations of the classical group (com I M. Gelfand, 1950)
- Linear Differential operators, 1954
- Normed Rings, 1956
- Linear Representations of the Lorentz Group, 1958
- Theory of Group Representations, 1974

Obs.: Todos os livros listados foram publicados em russo.